# Ňuk
Ňuk (rusky Нюк, Нюкозеро, Нюкка, Нюткозеро nebo Юкозеро, finsky Nuokkijärvi) je jezero na severu Západokarelské vysočiny v Karelské republice v Rusku. Má rozlohu 214 km² (včetně ostrovů 220 km²). Je průměrně 8,6 m hluboké a dosahuje maximální hloubky 40 m. Leží v nadmořské výšce 134 m.

## Pobřeží
Má lopatkový tvar.

## Vodní režim
Zdroj vody je sněhový a dešťový. Rozsah kolísání úrovně hladiny je 70  cm. Zamrzá na konci října nebo v listopadu a rozmrzá na konci dubna nebo v květnu. Do jezera ústí řeka Nogues. Z jezera odtékají řeky Rastas a Chjame (přítoky řeky Čirka-Kem, povodí řeky Kem).